# ناتاله چیرینو
ناتاله چیرینو (ایتالیایی: Natale Cirino؛ ۵ فوریهٔ ۱۸۹۴ – ۲۹ مهٔ ۱۹۶۲) بازیگر اهل ایتالیا بود.
از فیلم‌هایی که وی در آن نقش داشته‌است، می‌توان به لا مادالنا و در پاسگاه پلیس رخ داد اشاره کرد.